# Långön, Luleå
För andra betydelser, se Långön.
Långön är en relativt stor ö i Lule skärgård, Nederluleå socken. Ön är belägen norr om Storbrändön och väster om Mjoön. ön har en yta av 5,99 kvadratkilometer. På norra sidan av Långön ligger en fin sandstrand.
Långön är kuperad och öns högsta punkt ligger 30 meter över havet. Ön är huvudsakligen täckt av tallhed, blåbärsgranskog, myrar och strandängar. Långöns första kända öbor var två bönder som bodde på ön 1732. Sedan dess har ön vuxit betydligt och havsytan sjunkit tre meter från tidigare nivå. 1938 bodde omkring 18 personer på ön men därefter lades jordbruket och fisket ned och ön avfolkades. I slutet på 1900-talet återbefolkades dock ön och 2012 fanns fem fastboende på ön.
Huvuddelen av öns stränder är steniga men vid Storsanden på öns västra sida finns en badvänlig sandstrand.
Delar av ön är inrättad som ett naturreservat, Storsandens naturreservat.